# 고도모노쿠니역 (가나가와현)
고도모노쿠니역(일본어: こどもの国駅, こどものくにえき)은 일본 가나가와현 요코하마시 아오바구에 있는 도쿄 급행 전철의 역이다. 역 번호는 KD03이다.
역명 그대로, 유원지 "고도모노쿠니"의 남서쪽에 위치하고 있다.

## 역사
- 1941년: 국유철도 요코하마 선 나가쓰타역의 탄약고선 건설.
- 1967년 4월 28일: 고도모노쿠니 선의 개통으로 영업 개시. 당시의 시설 보유는 사회 복지 법인 어린이의 국가 협회였음.
- 1997년 8월 1일: 고도모노쿠니 선의 제3종 철도 사업 면허가 어린이의 국가 협회에서 요코하마 고속 철도에 양도되면서 이 회사의 소유가 됨.
- 2000년 3월 29일: 고도모노쿠니 선이 통근 노선화가 됨.
- 2014년
  - 2월 15일: 오전 7시경, 1번 선 승강장의 지붕이 눈의 무게에 견디지 못하고 약 40m에 걸쳐서 붕괴 사고 발생. 이 영향으로 종일 운휴했지만, 이튿날 아침까지 지붕을 철거하고 운전 재개.
  - 9월 16일: 지붕 복구 공사 개시.
- 2015년 3월: 복구 공사 완료.
  - 역사 옆(고도모노쿠니 주차장 측)에 화장실 신설.

## 역 구조
말단형 구조의 단선 승강장 1면 1선의 지상역이다. 방향 표지판과 번호 표시는 없지만 열차 접근 시에는 "곧 1번 선에 열차가 도착합니다"와 함께 방송이 나온다.
승강장 유효 길이는 개업 당초부터 5량 편성 열차의 발착이 가능하도록 건설되었다. 이것은 당시의 황태자(아키히토) 부부가 어린이나라에 내원했을 때 특별 열차의 발착과, 많은 이용객들이 몰릴 때 임시 열차 운행에 대비하였기 때문이다.
무인역으로 통상 나가쓰타역에서 원격 감시하고 있으므로, 한 승객은 해당 역의 역무원이 인터폰으로 대응한다. 또한, FAX도 갖추고 있다. 통상으로는 자동 개찰기가 3통로 있는데, 성수기 시즌에 자동 개찰기의 왼쪽에 있는 임시 출입구를 사용하고 고도모노쿠니 개원 시간 동안에만 유인역 취급이 된다. 또한, 임시 개찰구에는 IC카드 개찰기가 설치되지 않았다.
PASMO와 Suica를 사용할 수 있는 자동 개찰기, 자동 정산기나 도큐 외 노선의 환승을 포함한 회수권용 자동 매표기를 설치되어 있어 역무원의 배치에서도 어느 정도의 것은 가능하도록 정비되어 있다. 예를 들어, 승차권을 잘못 구입했을 경우, 그 승차권을 다시 한번 자동 매표기에 넣으면 나가쓰타 역에서 원격 조작으로 환불을 할 수 있는 등의 간단한 대응이 가능하게 되어 있다. 또한, 자동 정산기는 승차권을 구입하지 못한 승객 운임 지급에도 대응된다.
역사는 요코하마 고속 철도의 소유로 고도모노쿠니 선이 요코하마 고속 철도에 양도되었을 때, 역의 무인화 대응을 한 뒤에 개축된 것이다. 개업 당초에는 고도모노쿠니 원내에 있는 황태자 기념관과 같은 형상 지붕의 역사에서 승차권 발매는 유인으로 실시되었다. 또, 원맨 운전 개시 이후에는 열차가 도착했을 때에만 판매된다.

### 승강장
| 번호 | 노선            | 행선                |
| ---- | --------------- | ------------------- |
| 1    | 고도모노쿠니 선 | 온다・나가쓰타 방면 |

## 역 주변
- 고도모노쿠니
  - 고도모노쿠니 정문 주차장
- 지케이 고향 마을
- 슈퍼 산와 어린이의 세계점
- 스리 에프 고도모노쿠니 역점
- TBS 미도리야마 스튜디오 시티
- 요코하마 나라 우체국
- 마치다 나루세다이 우체국
- 일본체육대학 요코하마 다케시다이 캠퍼스
- 요코하마 미술 대학
- 요코하마 시립 나라 초등학교
- 요코하마 시립 나라노오카 초등학교
- 요코하마 시립 나라 중학교
- 간호 노인 복지 시설 창생원 아오바

## 사진

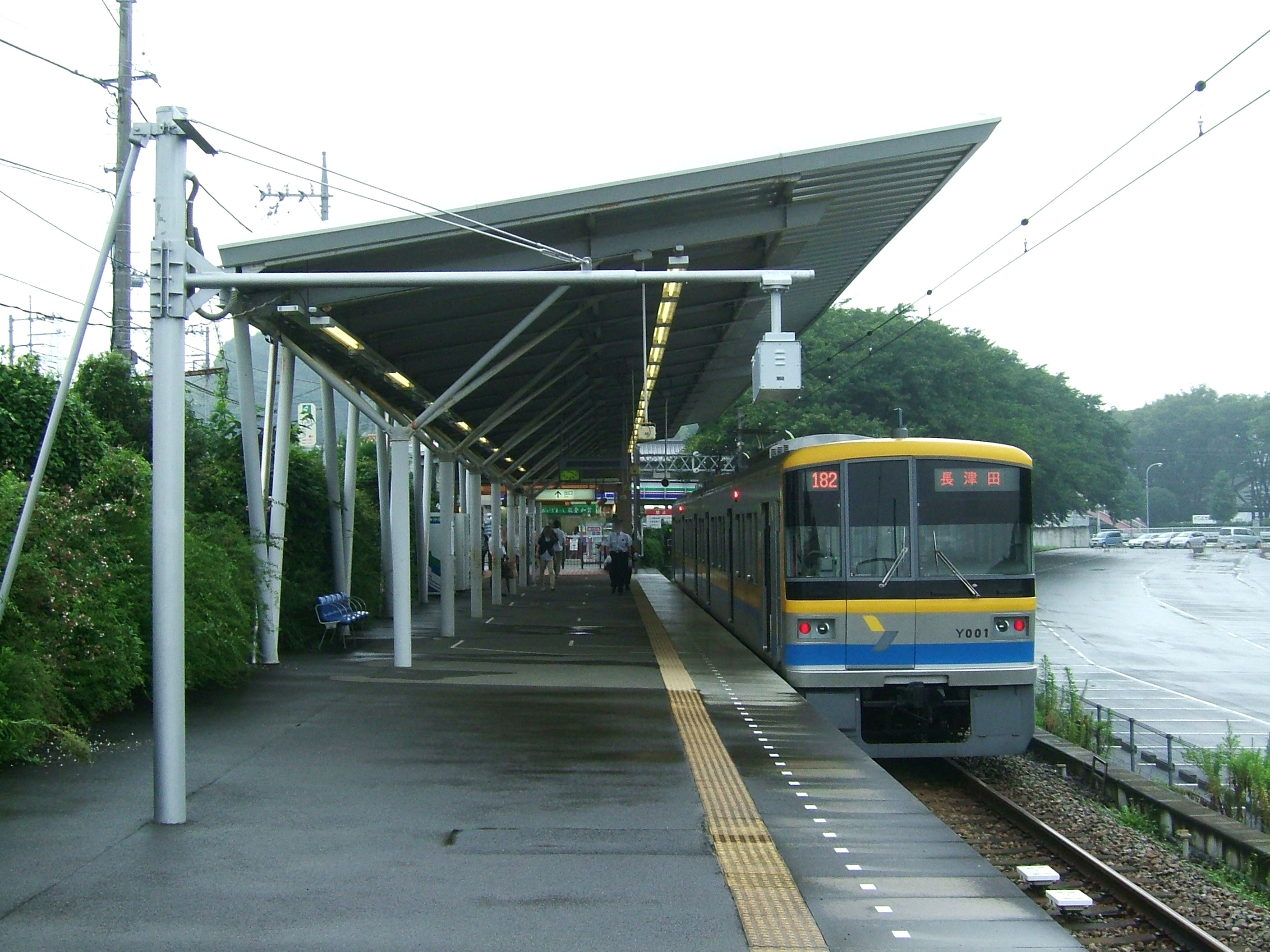
고도모노쿠니 역 승강장에 정차한 고도모노쿠니 선 전동차

## 인접역
| 도쿄 급행 전철 고도모노쿠니 선 | 도쿄 급행 전철 고도모노쿠니 선 | 도쿄 급행 전철 고도모노쿠니 선 |
| ------------------------------ | ------------------------------ | ------------------------------ |
| KD02 온다 나가쓰타 방면        |                                | 시·종착역                      |